# (6794) Masuisakura
(6794) Masuisakura es un asteroide perteneciente al cinturón de asteroides, región del sistema solar que se encuentra entre las órbitas de Marte y Júpiter.
Fue descubierto el 26 de febrero  de 1992 por Atsushi Sugie desde el Observatorio Astronómico Dynic.

## Designación y nombre
Designado provisionalmente como 1992 DK. Fue nobrado por Sakura Masui (n. 1968) quien es una novelista y ensayista japonesa conocida por sus libros sobre negocios. También es una amante de la astronomía.

## Características orbitales
Masuisakura está situado a una distancia media del Sol de 3,084 ua, pudiendo alejarse hasta 3,737 ua y acercarse hasta 2,431 ua. Su excentricidad es 0,212 y la inclinación orbital 16,338 grados. Emplea 1978,43 días en completar una órbita alrededor del Sol.
Los próximos acercamientos a la órbita de Júpiter ocurrirán el 29 de marzo de 2042, el 18 de abril de 2052 y el 28 de mayo de 2112.

## Características físicas
La magnitud absoluta de Masuisakura es 11,32. Tiene 26,82 km de diámetro y su albedo se estima en 0,0978.